# È stato bello amarti/Omicidio per vocazione
È stato bello amarti/Omicidio per vocazione è un album di Stefano Torossi pubblicato nel 1968 dalla CAM. L'album contiene le colonne sonore dei film È stato bello amarti e Omicidio per vocazione.

## Il disco
Il disco, pubblicato come promo nel 1969 dalla CAM in formato LP con numero di catalogo Pre 2, contiene sul lato A la colonna sonora del film È stato bello amarti e sul lato B la colonna sonora del film Omicidio per vocazione. L'album originale è stato ristampato in Svezia nel 2009 dalla Fin de Siècle Media in CD con numero di catalogo FDS32, con i due lati invertiti, cosicché si trova prima la colonna sonora di Omicidio per vocazione e di seguito quella di È stato bello amarti. Il 29 aprile 2016 è stata poi ristampata la sola colonna sonora di Omicidio per vocazione dalla Digitmovies in formato CD con numero di catalogo DGST013, con l'aggiunta di numerose bonustrack.

## Tracce

### LP 1969
Lato A È stato bello amarti
1. È stato bello amarti – 3:04
2. Chi sei? – 1:19
3. Fuochi sulla spiaggia – 3:44
4. Chi sei? – 1:59
5. Ragazzina – 1:26
6. Fuochi sulla spiaggia – 1:49
7. È stato bello amarti – 1:29
8. Era d'agosto – 1:42
9. Incontro al night – 3:20

Lato B Omicidio per vocazione
1. Omicidio per vocazione – 2:30
2. Caccia all'uomo – 3:44
3. Prima dell'alba – 1:57
4. Omicidio per vocazione – 2:30
5. Dietro l'orchestra – 3:11
6. Camion – 0:50
7. Fari – 1:31
8. Fonogramma fisso – 2:58

### CD 2009
1. Omicidio per vocazione – 3:04
2. Caccia all'uomo – 1:19
3. Prima dell'alba – 3:44
4. Omicidio per vocazione – 1:59
5. Dietro l'orchestra – 1:26
6. Camion – 1:49
7. Fari – 1:29
8. Fonogramma fisso – 1:42
9. È stato bello amarti – 3:20
10. Chi sei? – 2:30
11. Fuochi sulla spiaggia – 3:44
12. Chi sei? – 1:57
13. Ragazzina – 2:30
14. Fuochi sulla spiaggia – 3:11
15. È stato bello amarti – 0:50
16. Era d'agosto – 1:31
17. Incontro al night – 2:58